# Чентро Ф (Гросето)
Чентро Ф је насеље у Италији у округу Гросето, региону Тоскана.
Према процени из 2011. у насељу је живело 34 становника. Насеље се налази на надморској висини од 14 м.